# 덴마크 국립수족관

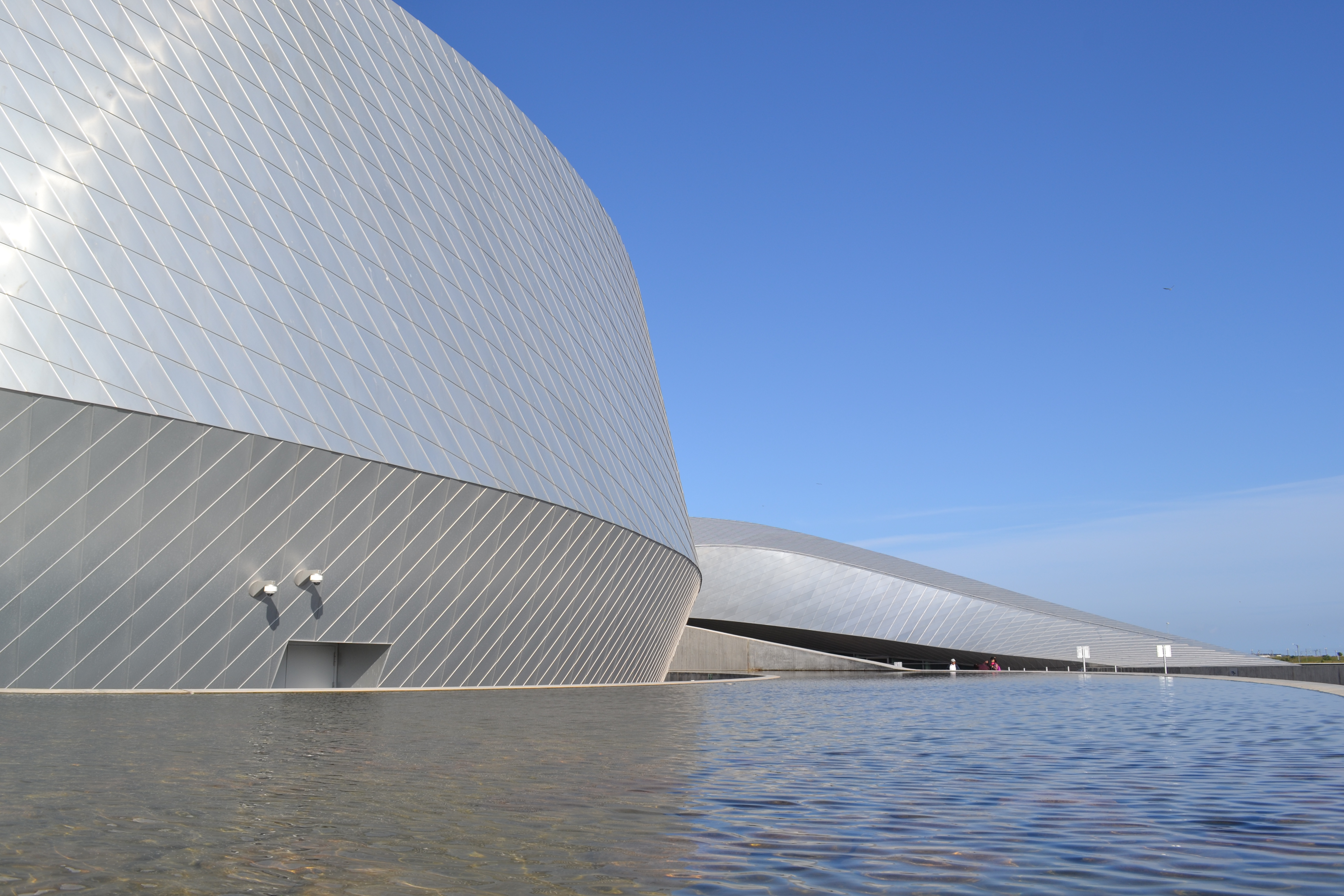

덴마크 국립수족관(National Aquarium Denmark, Den Blå Planet, 덴마크어: Den Blå Planet, Danmarks Akvarium)은 덴마크의 공공 수족관이다. 원래 수족관은 샬로텐룬에 있었지만 이 시설은 2012년에 문을 닫았고 대부분의 동물 컬렉션은 코펜하겐 교외의 카스트루프에 있는 새롭고 훨씬 더 큰 수족관 덴 블라 플래닛(Den Blå Planet)으로 이전되었다. 덴마크 국립수족관인 덴 블라 플래닛은 2013년 3월 대중에게 공개되었으며 북유럽 최대의 수족관이다.
수족관의 주요 목적은 해양 정보를 전파하고, 과학 프로젝트를 돕고, 교육 기관 개선을 돕는 것이다.